# Patrick Baehr
Patrick Baehr (Berlino, 30 giugno 1992) è un attore, doppiatore e conduttore radiofonico tedesco.

## Biografia
Diplomatosi nel 2011 al Kant-Gymnasium di Berlino,da allora ha recitato in numerose produzione televisive. 
Dal novembre 2005 al dicembre 2007 ha interpretato il protagonista Anton Mahnke nella serie televisiva per ragazzi Schloss Einstein.
Dal 2013 al 2014 ha avuto un altro ruolo da protagonista, interpretando Tom Kepler nella soap opera per ragazzi Hotel 13 prodotta da Viacom. 
Ha dato la voce al personaggio di Julian in un adattamento radiofonico di The Famous Five.

## Filmografia

### Televisione
- Alle Kinder brauchen Liebe - regia di Karsten Wichniarz - film TV (2000)
- Der letzte Zeuge - serie TV (2 episodi) (2000,2002)
- Tatort - serie TV (1 episodio) (2001)
- Im Namen des Gesetzes - serie TV (1 episodio) (2001)
- Victor, l'angelo custode (Victor - Der Schutzengel) - serie TV (2001)
- Wolff, un poliziotto a Berlino (Wolffs Revier) - serie TV (1 episodio) (2001)
- In aller Freundschaft - serie TV (2 episodi) (2002, 2012)
- Das beste Stück - regia di Oliver Schmitz - film TV (2002)
- Il nostro amico Charly (Unser Charly) - serie TV (2 episodi) (2003,2009)
- Der Heiland auf dem Eiland - serie TV (2004)
- Schloss Einstein - serie TV (7 episodi) (2006-2007)
- Meine wunderbare Familie - serie TV (1 episodio) (2007)
- Die sechs Schwäne - regia di Karola Hattop - film TV (2012)
- Hotel 13 - serie TV (2012-2014)
- SOKO - Misteri tra le montagne (SOKO Kitzbühel) - serie TV (2014)

## Doppiaggio

### Film
- Lucas Hedges in The Zero Theorem - Tutto è vanità, La regola del gioco, Lady Bird, Ben is Back, Boy Erased - Vite cancellate, Honey Boy, Waves - Le onde della vita, Fuga a Parigi, Lasciali parlare, Shirley - In corsa per la Casa Bianca
- Ezra Miller in Animali fantastici e dove trovarli, Animali fantastici - I crimini di Grindelwald, Animali fantastici - I segreti di Silente
- Clark Duke in Kick-Ass, Kick-Ass 2
- Suraj Sharma in Vita di Pi
- Connor Swindells in Barbie
- Alex Wolff in Jumanji - Benvenuti nella giungla, Oppenheimer
- Joe Keery in Free Guy - Eroe per gioco

### Film d'animazione
- Johnny in Sing, Sing 2 - Sempre più forte
- Rex in Rex - Un cucciolo a palazzo
- Diddy Kong in Super Mario Bros. - Il film

### Serie televisive
- Jack Griffo in I Murphy, Un papà da Oscar, I Thunderman, I fantasmi di casa Hathaway, Adam & Adam, Henry Danger
- Justin Kelly in The Latest Buzz
- Larramie Doc Shaw in Zack e Cody sul ponte di comando
- Ryan Potter in Super Ninja
- Damien Lauretta in Violetta
- Garrett Boyd in Sam & Cat
- Leonardo Cecchi in Alex & Co.
- Blake Jenner in Supergirl
- Jack Quaid in The Boys
- Anders Keith in Frasier

### Serie televisive d'animazione
- Shinji Kazama in Full Metal Panic!
- Gen Asagiri in Dr. Stone
- Giorno Giovanna in Le bizzarre avventure di JoJo: Vento Aureo
- Zeref Dragneel Fairy Tail
- Falco Grice in L'attacco dei giganti
- Ronaldo Fryman in Steven Universe
- Anai in Aggretsuko
- Chifuyu Matsuno in Tokyo Revengers
- Brad Boimler in  Star Trek: Lower Decks

## Doppiatori italiani
Nelle versioni in italiano delle opere in cui ha recitato, Patrick Baehr è stato doppiato da:
- Gabriele Patriarca in Victor, l'angelo custode